# 三輪山
三輪山（みわやま），是面對奈良盆地、聳立于櫻井市東部的山。標高467公尺，又名三諸山（みもろやま）。
三輪山可能早在繩文時代與彌生時代就是原始信仰自然崇拜的對象。進入古墳時代之後，其山麓地帶陸續建造了許多規模龐大的古墳。一般由此推測，這一帶曾經存在代表日本列島的政治勢力，亦即大和政權初期的三輪政權（王朝）。該處並排著許多200~300公尺規模的巨大古墳，其中有的被視為崇神天皇、景行天皇的陵墓，而箸墓古墳也有人推測是魏志倭人傳中出現的邪馬台國女王卑彌呼之墓。在古事記與日本書紀中，記載了代表三輪山的大物主神的傳說。
從古代一直到江戶時代，三輪山平等寺的神官僧侶會一同舉行全山的祭典。明治以後，山的一大部分都被視作大神神社的境內，三輪山本身也成為神體。參拜的人可以從拜殿直接仰拜三輪山。山上各處也散有為數甚多的巨石遺構和祭祀遺跡。因此除了限定的場所與入山時間之外，整座山基本上是禁止進入的（並且也禁止攝影）。
這座山由於其緩坡度圓錐的美麗姿態，而被人稱作「神奈備（かんなび，神鎮座之意）」之山。據稱三諸山的代表「御」之意。

## 關連項目
- 大和三山
- 神體山
- 大和王權